# Rudolec (Žďár nad Sázavou-i járás)
Rudolec település Csehországban, a Žďár nad Sázavou-i járásban. Rudolec Polná, Stáj, Poděšín, Sirákov, Bohdalov és Újezd településekkel határos. Lakosainak száma 233 fő (2024. január 1.).

## Népesség
A település lakosságának változását az alábbi diagram mutatja:
| Lakosok száma | 399  | 457  | 427  | 275  | 235  | 213  | 199  | 210  | 211  | 233  |
|               | 1869 | 1900 | 1921 | 1961 | 1980 | 2011 | 2016 | 2019 | 2021 | 2024 |